# Tropimetopa simulator
Tropimetopa simulator är en skalbaggsart som först beskrevs av Francis Polkinghorne Pascoe 1857.  Tropimetopa simulator ingår i släktet Tropimetopa och familjen långhorningar. Inga underarter finns listade i Catalogue of Life.